# ヒッポニコス2世
ヒッポニコス（希：Ἱππονίκος、ラテン文字転記：Hipponicos、紀元前5世紀初頭頃）はアテナイの政治家・貴族である。
ヒッポニコスはカリアス2世の子で、カリアス3世の父であり、アンモンとあだ名された。アケメネス朝ペルシアがエレトリアに攻め込んだ時、ヒッポニコスは、以前にペルシアが攻め込んできた時に指揮官の金を我が物にしたエレトリア人のディオムネストスの遺族から金を安全なところに保管するよう頼まれ、アテナイに保管し、この金を元にしてヒッポニコスの家系は富裕になった。しかし、ヘロドトスはペルシアのエウボイア侵攻を一度（紀元前490年）しか述べていないためこの話は疑わしく、ヒッポニコスの一族の富裕を説明するためのゴシップかもしれない。

## 註
1. ↑  ヘロドトス, VII. 151
2. ↑  アテナイオス, XII. 536f-537a
3. ↑  Smith, p.566